# Robin Cadet
Robin Cadet, né le 29 août 1994 à Saint-Pierre, à La Réunion, est acteur, danseur et comédien. Il est connu pour avoir joué dans des productions musicales principalement en Allemagne : Aladdin, Un prof pas comme les autres, Harry Potter, etc. Il a joué dans des séries et participé à des tournages publicitaires. En 2019, il a été nommé pour le German Musical Award, en tant que meilleur acteur dans un rôle secondaire. Il parle créole réunionnais, français, allemand et anglais.

## Biographie

### Enfance et formation
Robin Cadet est né en août 1994 à l'île de La Réunion. De parents tous deux Réunionnais, il profite d'une enfance paisible sur une île tropicale aux abords de l'océan Indien, accompagné de son frère Théo. Il réalise toute sa scolarité sur ce territoire français, de la maternelle jusqu'au lycée, où il obtient son baccalauréat scientifique avec mention très bien.
À 17 ans, il quitte son île pour Paris, où il intègre l'AICOM (Académie Internationale de Comédie Musicale). Il passera trois années dans ce premier campus européen dédié aux formations des arts du spectacle à se former auprès d'autres articles de renommée. Il en ressortira trois ans plus tard, fraîchement diplômé.
Fort de cette première expérience, Robin déménage ensuite à Hambourg, en Allemagne, où il intègre cette fois la Joop Van den Ende Academy of acting and performing arts. Cette école privée propose une formation professionnelle d'acteur musical agréée par l'État. Durant trois années supplémentaires, il étudiera le théâtre, le chant et l'opéra dans cette académie de renom.

### Carrière
En 2018, Robin obtient son premier rôle dans une production. Il interprète le rôle de Jerome dans Fack ju Göhte - Se Mjusicäl, à Munich, mis en scène par Christoph Drewitz. Comédie allemande réalisée par Bora Dagtekin, Fack ju Göhte traite du désintérêt des élèves allemands pour les cours à l'école d'une façon drôle et légère.
En 2019, il obtient un rôle dans la comédie musicale de Disney : Aladdin, en partenariat avec Stage Entertainment et supervisé par Casey Nicholaw. Il jouera le rôle d'Omar, personnage attachant qui est le meilleur ami d'Aladdin dans la célèbre version musicale au Theater Neue Flora à Hambourg.
En 2020, Robin Cadet annonce élargir ses horizons professionnels. Il quitte Aladdin pour participer à la pièce de théâtre Harry Potter and the cursed child  mise en scène par John Tiffany. Il endossera cette fois le rôle de Craig Bowker Jr, un élève de Poudlard présent dans la maison Serpentard. Quasiment quotidiennement durant près de deux ans, il se produira sur la scène du Mehr! Theater am Großmarkt, toujours à Hambourg.
En 2023, il fait ses débuts à la télévision avec le rôle de João dans une série dramatique We are family/ House of Bellevue dont la sortie est prévue pour 2024 sur ZDFneo.
Il enchainera ensuite les series TV dont SOKO Stuttgart et Traumschiff.

## Filmographie

### Comédie musicale
- 2018 : Fack ju Göhte - Se Mjusicäl
- 2019 : Aladdin Das Musical
- 2020 : Harry Potter und das verwunschene King

### Série
- 2022 : We are family (6 épisodes)
- 2024 : SOKO Stuttgart - Blitzlichtgewitter
- 2024 : Traumschiff - Curacao

### Publicité
- 2020 : Foodsping